# Ruby Richman
Reuben Richman, detto Ruby (Willowdale, 22 settembre 1934 – Toronto, 2 novembre 2021), è stato un cestista e allenatore di pallacanestro canadese, membro del Canadian Basketball Hall of Fame.

## Carriera
Ai Giochi di Tokyo 1964 ha ricoperto l'incarico di allenatore-giocatore del Canada.